# Depresión de Granada
La depresión de Granada, en términos geográficos, es una depresión totalmente cerrada recorrida por el río Genil desde su salida de Sierra Nevada hasta que pasa por los Infiernos de Loja, en la provincia de Granada, Andalucía (España). 
Es una de las depresiones que conforman el Surco Intrabético.

## Marco físico
Queda limitada al norte por la comarca de Los Montes (borde sur del Subbético), al oeste queda cerrada por las sierra de Loja y El Hacho -al norte- y sierra Gorda -al sur-, al sur queda limitada por la sierra de la Almijara y por el este por Sierra Nevada.
Los dos puntos más fáciles de salida son el umbral que separa Sierra Nevada de la sierra de la Almijara (Valle de Lecrín) y por otra parte el desfiladero excavado por el río Genil en los Infiernos de Loja que separan el Hacho de Sierra Gorda. Se extiende de este a oeste en una longitud de unos 65 km y alcanza su máxima anchura en la parte este y se estrecha hasta llegar a los Infiernos de Loja.

## Geología
Quedó constituida como una depresión cerrada -posiblemente en el burdigaliense- y termina de configurarse a finales del mioceno, actuando como una cuenca cerrada de carácter continental que durante mucho tiempo fue recibiendo materiales sedimentarios aportados por todas las sierras que rodeaban la depresión. El momento cumbre de este relleno corresponde al periodo villafranquiense (fase inicial del pleistoceno); en ese momento debió de haber un cambio climático que determinó un periodo de rexistasia y provocó una intensa crisis erosiva en todos los conjuntos montañosos que fueron arrastrados hasta las depresiones próximas. Así, aparecen materiales detríticos muy groseros a los pies de Sierra Nevada como el Cono de La Zubia, el Conglomerado Alhambra o la blockformación del cono del río Dúrcal o Torrente.
Terminado este período de relleno se va a producir un periodo progresivo de hundimiento de tipo isostático (la depresión se hunde al aumentar su peso y las cordilleras se elevan al perder peso por la erosión). Paralelo a todo esto se va a iniciar todo un proceso de erosión cuando ese mar continental -que quedaba cerrado- es desaguado a través del río Genil por los Infiernos de Loja. El río Genil y sus afluentes han sido excavados en ese valle y han pasado en el cuaternario por crisis climáticas, estos cambios climáticos han dado lugar a terrazas fluviales -en el río Genil hay dos bien definidas-. El hecho de que el hundimiento de la Depresión de Granada se haya producido al pie de Sierra Nevada ha dado lugar a la formación de una zona inundada no totalmente desecada que se situaba entre Santa Fe y Granada. Por otra parte en el cuaternario se produce un levantamiento diapírico  de una masa de arcillas yesosas a la altura de la localidad de Láchar y esto va a contribuir a que la parte de Láchar a Granada resulte más fácilmente inundable y va a romper la depresión en dos unidades: la Depresión de Granada y el Pasillo o depresión de Loja.